# Síndrome de Ganser
El síndrome de Ganser es un trastorno mental infrecuente, clasificado dentro de los trastornos disociativos. El paciente con síndrome de Ganser se caracteriza por responder a las preguntas de una manera llamativa, aproximada, sin sentido o evidentemente errónea. Puede manifestar otros síntomas disociativos como fuga, amnesia o trastorno de conversión y un estado de conciencia disminuido.
Los síntomas se pueden acompañar de ansiedad (es un trastorno de ansiedad), síntomas de conversión, alucinaciones, amnesia retrógrada, confusión, ecolalia y ecopraxia.

## Características
- A diferencia con la simulación o con otros trastornos, es de producción involuntaria (como es en el caso clínico de la mujer con 34 años que ingresó por “comportamiento extraño” con antecedentes de ansiedad a los 16 años y sin antecedentes familiares).
- Consigue un beneficio interno (en el sentido de evitar la confrontación traumática) y un opcional beneficio externo.
- Sus síntomas no se pueden controlar no como en la simulación que si se controlan.
- El paciente no miente como una persona que lo simula, sino que padece una amnesia selectiva.
- En cuanto a su comportamiento quien lo padece se muestra raro, con conductas extravagantes, incomprensible, esforzándose en relación sumisa, aunque los pacientes son impenetrables (aparente complacencia consciente de quien lo sufre).
- Quien lo padece suele presentar un coeficiente intelectual bajo.
- La fatiga derivada por la duración de la entrevista empeora las respuestas de los pacientes.
- Cuando no son observados los síntomas permanecen en quien lo sufre.
- Mecanismo de defensa: disociación (material traumático en conciencia paralela).

## Tratamiento
La hospitalización no suele ser necesaria y el paciente se puede beneficiar de tratamiento psicofarmacológico acompañado de  psicoterapéutico.
Se debe descartar patología orgánica.

## Epónimo
Fue nombrada por Sigbert Josef Maria Ganser, quien la caracterizó en 1898.